# Centro Simon Wiesenthal

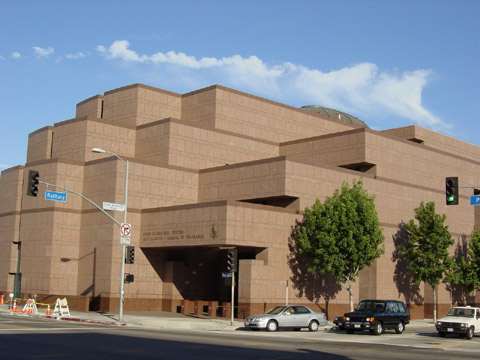
El Centro Simon Wiesenthal.

El Centro Simon Wiesenthal es una institución hebrea dedicada a documentar las víctimas del Holocausto y lleva registros de los criminales de guerra nazis y sus respectivas actividades. Está ubicado en Los Ángeles, Estados Unidos, y lleva el nombre de Simon Wiesenthal, el célebre «cazanazis» austríaco. Fue fundado en 1977 por el Rabino Marvin Hier.Con la desaparición física paulatina de los partícipes de la Segunda Guerra Mundial, el centro se transformó en vigía y denunciante de actividades antisemitas en todo el mundo.
Actualmente persigue y documenta a toda organización o individuo que vaya en contra de los intereses hebreos. Brinda capacitaciones a líderes y promueve inclusión del antisemitismo en los códigos de conducta de empresas y otras organizaciones.

## Sedes de las oficinas
La sede del Centro Simon Wiesenthal está en Los Ángeles. También existen oficinas internacionales en las siguientes ciudades: Nueva York, Miami, Toronto, Jerusalén, París y Buenos Aires.

## Biblioteca y archivos
La biblioteca y archivos del centro de Los Ángeles han crecido hasta tener una colección de unos 50.000 volúmenes y material no impreso.[cita requerida] Además, los archivos incluyen fotografías, diarios, cartas, artefactos, ilustraciones y libros poco frecuentes, que también están disponibles para investigadores, estudiantes y público en general.